# 5355 Акіхіро
5355 Акіхіро (1991 CA, 1942 GR, 1956 FA, 1956 GO, 1963 FG, 1977 DA5, 1977 FU1, 1978 RV3, 1979 YX5, 1986 WR6, 1989 SC11, 5355 Akihiro) — астероїд головного поясу, відкритий 3 лютого 1991 року.
Тіссеранів параметр щодо Юпітера — 3,565.